# Buon Evento

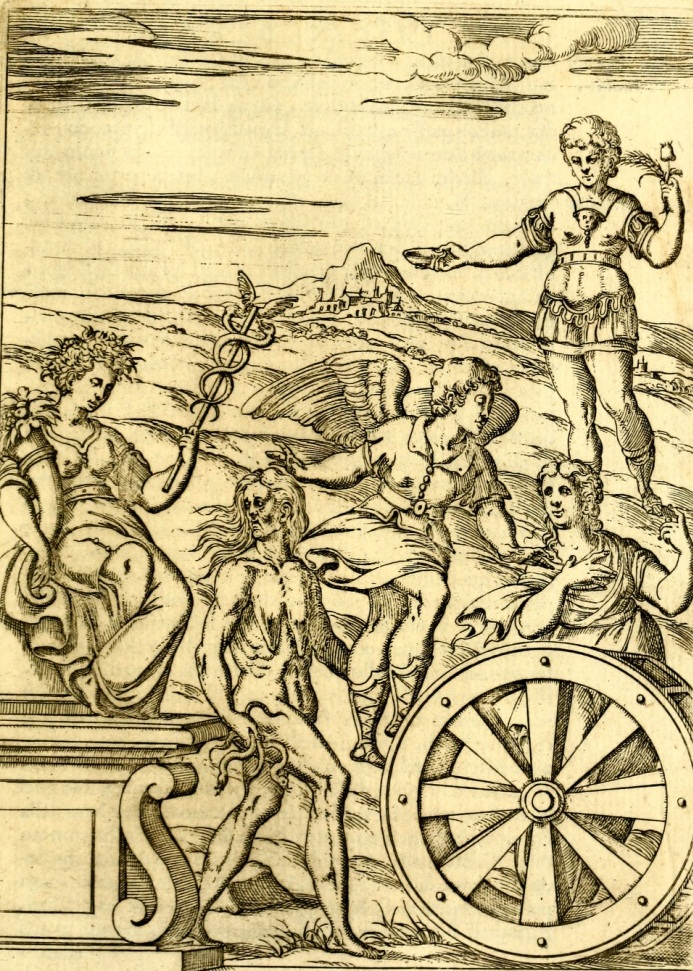
Il Buon Evento e altre figure allegoriche, di Bolognino Zaltieri (da Le immagini de i dei antichi di Vincenzo Cartari, 1592).

Il Buon Evento era una divinità minore del pantheon romano.

## Culto
Ebbe fra gli antichi romani un culto particolare: aveva il suo tempio in Roma. Sul Campidoglio vi era una statua realizzata da Prassitele, che nella mano destra aveva una patera e nella sinistra una spiga ed un papavero, e con una benda sopra la fronte. La statua era affiancata a quella della Buona fortuna, sempre realizzata da Prassitele. 
Sempre Plinio ci dice che sul Campidoglio vi era un'ulteriore statua del Buon Evento, questa di Eufranore, che lo storico descrive come un giovane che nella mano destra ha una patera (una coppa) e nella sinistra spicam ac papaveram tenes.
Questo Dio non s'invocava se non nei casi particolari, a differenza della Fortuna, che si credeva inﬂuisse sul corso degli avvenimenti della vita quotidiana.